# Departamento Ahuachapán
Ahuachapán ist eines von 14 Departamentos in El Salvador. Die Hauptstadt des Departamentos ist die gleichnamige Stadt Ahuachapán.

## Lage
Das Departamento Ahuachapán liegt im äußersten Westen des Landes an der Grenze zu Guatemala; der Río Paz bildet die Grenze. Die Hauptstadt des Landes, San Salvador, ist etwa 100 km (Fahrtstrecke) entfernt.

## Geschichte
Gegründet wurde das Departamento am 9. Februar 1869 während der Amtszeit von Francisco Dueñas, dem ersten Präsidenten von El Salvador.

## Wirtschaft
Hauptwirtschaftsfaktoren in Ahuachapán sind der Anbau von Kaffee, Bohnen und Zuckerrohr. Im Verwaltungsgebiet befinden sich auch ein Geothermiekraftwerk und zwei kleinere Wasserkraftwerke. An den Stränden der Pazifikküste spielt der Tourismus eine eher unbedeutende Rolle.

## Municipios
Das Departamento Ahuachapán ist in zwölf Municipios unterteilt:
- Ahuachapán
- Apaneca
- Atiquizaya
- Concepción de Ataco
- El Refugio
- Guaymango
- Jujutla
- San Francisco Menéndez
- San Lorenzo
- San Pedro Puxtla
- Tacuba
- Turín

## Sehenswürdigkeiten
- Die präkolumbische Stadt Cara Sucia liegt im Südwesten des Departamentos und wird der Cotzumalhuapa-Kultur zugeordnet.
- Der waldreiche, im Jahr 1989 geschaffene Nationalpark Parque Nacional El Imposible liegt etwa 20 km nordöstlich von Cara Sucia.
- Einige kolonialzeitliche Kirchenbauten sind ebenfalls von kulturhistorischer Bedeutung.